# CLDN4
CLDN4‏ (Claudin 4) هوَ بروتين يُشَفر بواسطة جين CLDN4 في الإنسان.